# Kader Abdolah
Kader Abdolah (perz.: قادر عبدالله‎; Arak, 12. prosinca 1954.) rođen po imenom Hossein Sadjadi Ghaemmaghami Farahani (perz.: حسین سجادی قائم‌مقامی فراهانی‎) perzijsko-nizozemski je književnik.

## Životopis
Kader Abdolah je rođen u uglednoj muslimanskoj obitelji iz Araka. Potomak je Mirze Abdolghasema Ghaemmaghama Farahanija, koji je osnivač moderne iranske književnosti i bivši premijer Perzije. Kao student fizike na Sveučilištu u Teheranu, priključio se ljevičarskoj partiji, koja je djelovala u tajnosti. Tim činom se pobunio protiv šaha, a potom i protiv ajatolaha. U Nizozemskoj živi od 1988. godine, nakon što je napustio Iran.
Tekstove i knjige objavljuje pod pseudonimom koji označava imena njegovih poginulih prijatelja (Kader i Abdolah). Napisao je knjige i mnoge tekstove na 
nizozemskom jeziku. Poznat je po korištenju perzijskih književnih tema u svojim djelima. Redovito se pojavljuje i na nizozemskim TV kanalima.
.